# Ksar Kaddour
Ksar Kaddour est une commune de la wilaya de Timimoun en Algérie.

## Géographie

### Situation
Le territoire de la commune se situe au nord de la wilaya d'Adrar. Le chef-lieu de la commune est situé à 200,7 km à vol d'oiseau au nord-est d'Adrar.
|             | Kerzaz (Wilaya de Béchar) |           |
| Ouled Aïssa | Ksar Kaddour              | Tinerkouk |
|             | Ouled Saïd                |           |

### Localités de la commune
En 1984, la commune de Ksar Kaddour est constituée à partir des localités suivantes :
- Ksar Kaddour
- Anjalou
- Tilaghmine
- Timazlane
- Béni Aïssi
- Sidi Mansour
- Tganet

## Santé
Les consultations spécialisées ainsi que les hospitalisations des habitants de cette commune se font dans l'un des hôpitaux de la wilaya d'Adrar:
- Hôpital Ibn Sina d'Adrar[3].
- Hôpital Mohamed Hachemi de Timimoun[4].
- Hôpital de Reggane.
- Hôpital Noureddine Sahraoui d'Aoulef[5].
- Hôpital de Bordj Badji Mokhtar[6].
- Hôpital de Zaouiet Kounta.
- Pôle hospitalier de Tililane[7].
  - Hôpital général de 240 lits[8].
  - Hôpital gériatrique de 120 lits.
  - Hôpital psychiatrique de 120 lits.
  - Centre anti-cancer de 120 lits.